# 평양텔레비죤탑
평양텔레비죤탑 (平壤텔레비죤塔, Pyongyang TV Tower)은 조선민주주의인민공화국 평양직할시 모란봉구역에서 150m 높이에 전망대와 파노라마 레스토랑이 있는 독립형 콘크리트 방송탑이다. 탑은 김일성경기장 북쪽의 모란봉구역에 있는 개원 공원에 있다. 현재 이 타워는 조선중앙텔레비죤 방송을 위한 신호를 방송하고 있다. 1967년 4월에 지어졌으며, 당시에는 매우 열악하였던 방송 지역을 개선하고 이후 컬러TV방송도 개시하였다.
평양텔레비죤탑은 동시기 모스크바에 건설된 오스탄키노 타워의 디자인을 기반으로 하고 있다. 탑의 34.5m, 65m, 67.5m 및 85m마다 원형 플랫폼 형태로 송출 안테나 및 기술 장비가 있고, 전망대는 탑의 94m에 있다. 첨탑으로는 높이 50m의 안테나가 올려져 있다.

## 텔레비전과 라디오 방송

### FM라디오
| 주파수 (MHz) | 방송국         | RDS PS | RDS PI | 지역 설정 | ERP (kW) | 안테나 다이어그램 | 편파 수평 (H)/수직 (V) |
| ------------ | -------------- | ------ | ------ | --------- | -------- | ----------------- | ---------------------- |
| 93.8         | 중앙라지오방송 | –      | -      | -         | 50       |                   |                        |
| 103.5        | 평양방송       | –      | -      | -         | 50       |                   |                        |
| 105.2        | 평양FM방송     | –      | -      | -         | 50       |                   |                        |

### 텔레비전 (PAL,DVB-T2)
| 채널 | 기본 주파수 (MHz) | TV 채널        | 송신기 전력 (kW) | 안테나 다이어그램 | 편파 수평 (H)/수직 (V) |
| ---- | ----------------- | -------------- | ---------------- | ----------------- | ---------------------- |
| 5    | 93.25             | 만수대텔레비죤 | 350              |                   |                        |
| 9    | 199.25            | 룡남산텔레비죤 | 140              |                   |                        |
| 12   | 223.25            | 중앙텔레비죤   | 700              |                   |                        |

## 대중문화
- 2017년에 개봉된 영화 강철비에 나온다.

## 갤러리

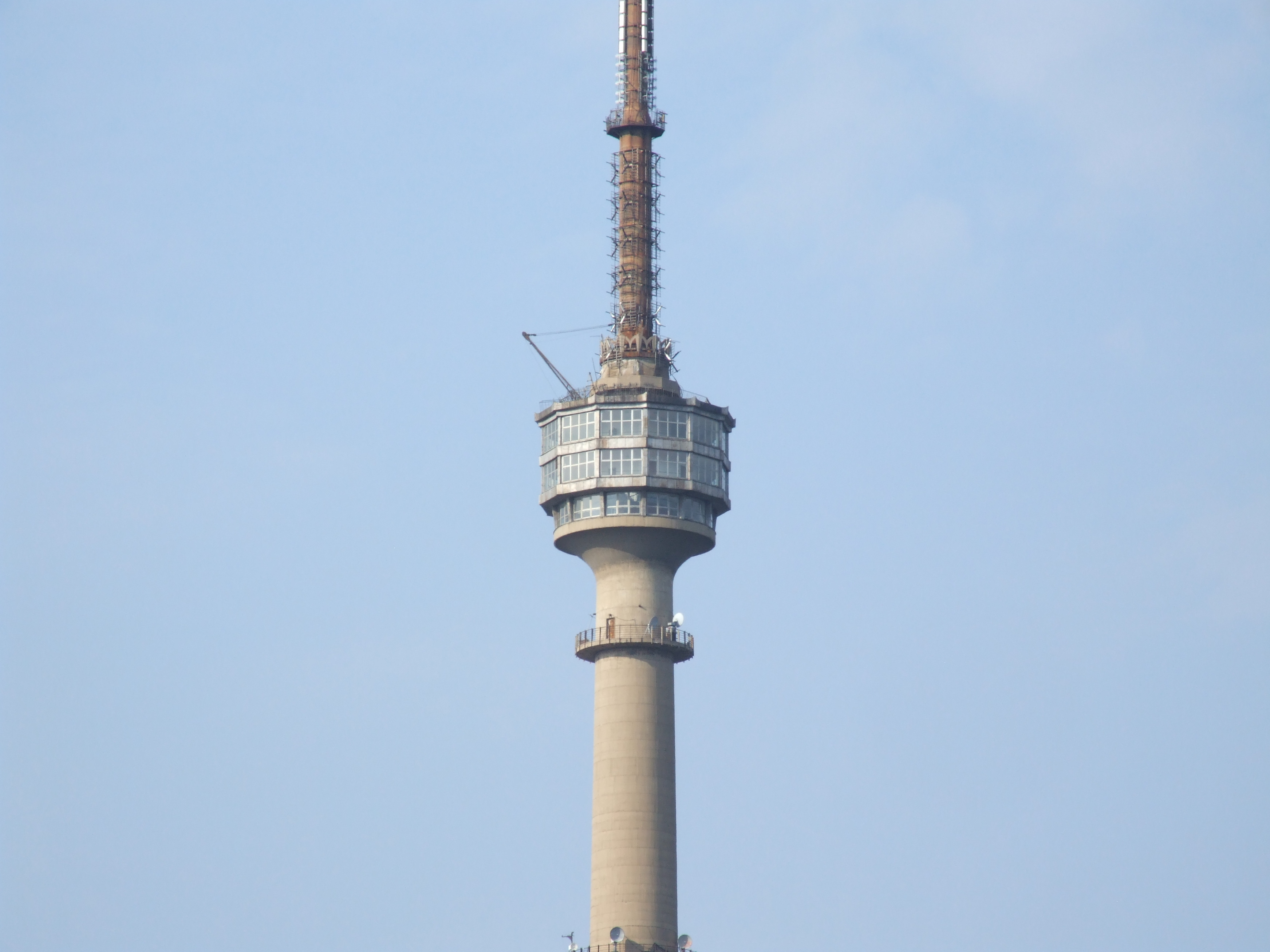
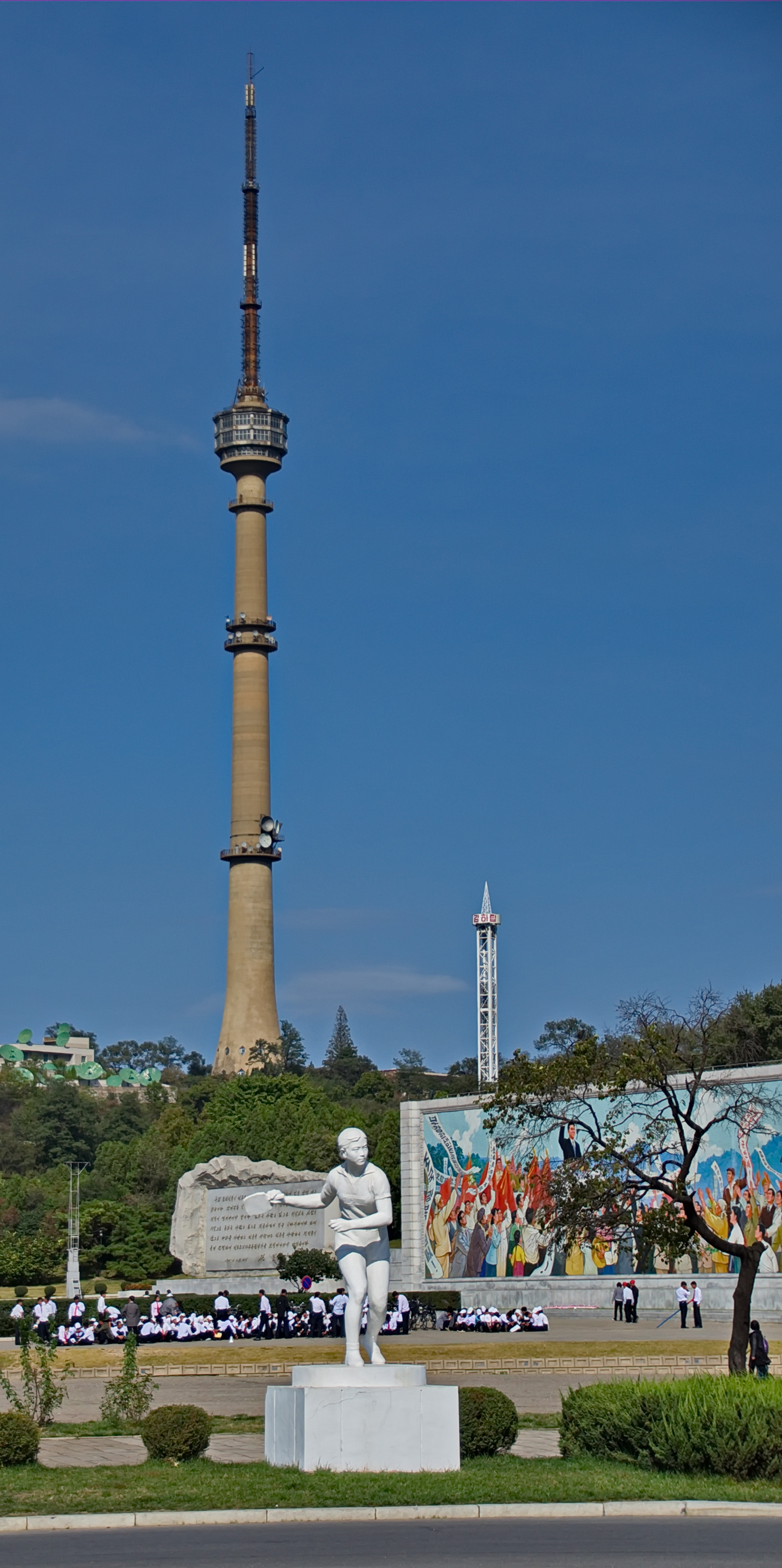
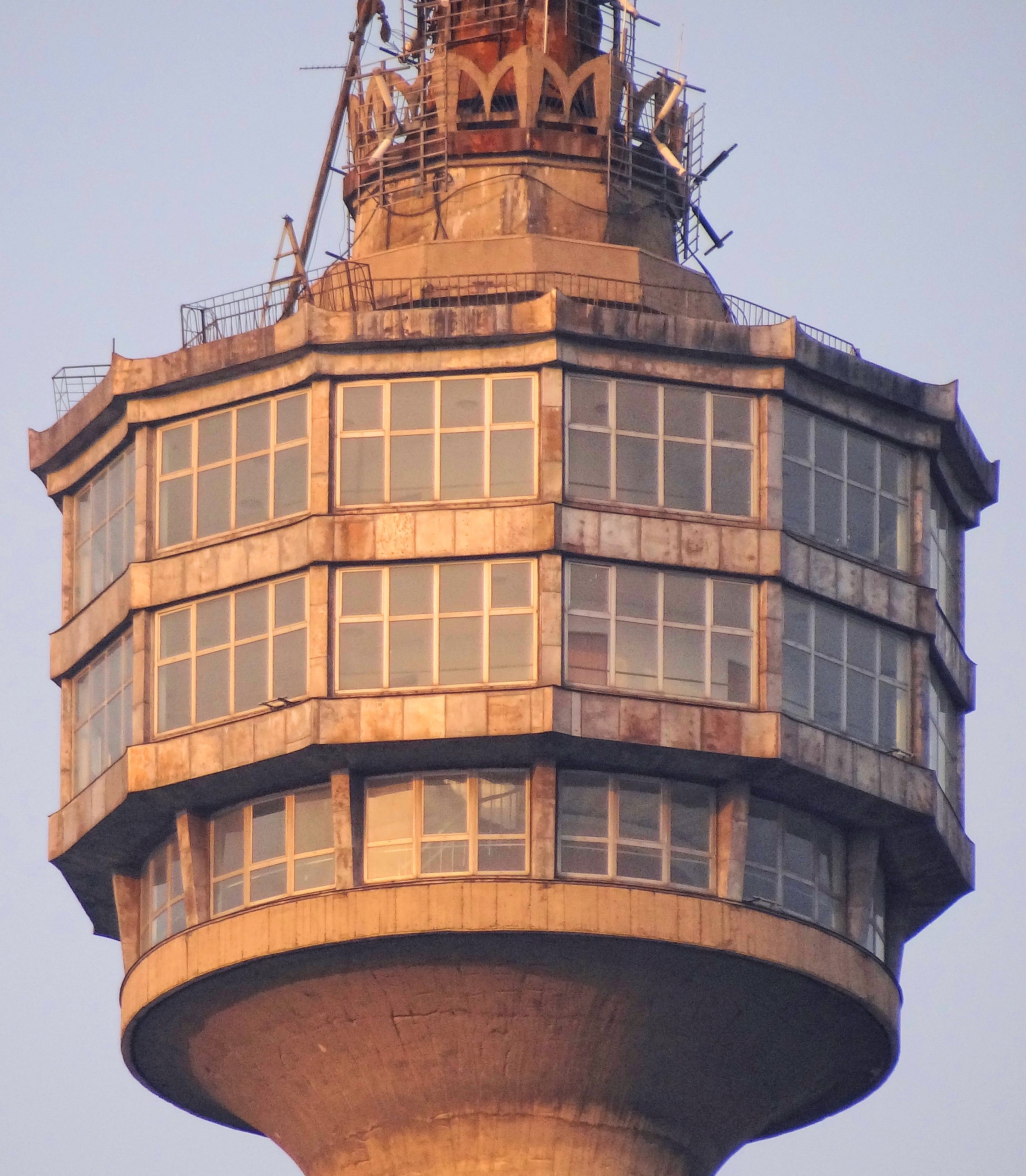

## 같이 보기
- 조선민주주의인민공화국의 마천루 목록
- 조선민주주의인민공화국의 텔레비전